# Адельсон, Шелдон
Ше́лдон Гэ́ри А́дельсон (англ. Sheldon Gary Adelson; 4 августа 1933, Бостон, Массачусетс — 11 января 2021, Малибу, Калифорния) — американский бизнесмен, инвестор. 
По данным журнала Forbes за июль 2020 года, с состоянием в 30,8 млрд долларов США Адельсон занимал 28-е место в рейтинге самых богатых людей мира. Адельсон был основателем, председателем правления и исполнительным директором корпорации Las Vegas Sands, которая владеет курортом Венецианский Лас-Вегас в Лас-Вегасе, The Venetian Macao в Макао и Marina Bay Sands в Сингапуре. Адельсон был одним из главных спонсоров Республиканской партии США.

## Биография
Адельсон родился в бедной еврейской семье в городе Дорчестер (окрестности Бостона). Семья его матери была из Украины, а его отец иммигрировал в США из Литвы.
Свои первые деньги заработал в 12 лет, продавая газеты на улицах. Позже он работал ипотечным брокером, предпринимателем, инвестиционным экспертом и финансовым консультантом и создал около 50 различных компаний. В 1970-х годах он первым занялся организацией выставок и конференций в Лас-Вегасе. Самым известным проектом Адельсона в выставочном бизнесе стало создание ежегодной выставки компьютерной индустрии COMDEX (проводилась в период с 1979 по 2003 год). В 1995 году Comdex была куплена японской компанией SoftBank за 860 млн $ США.
В 1988 году Адельсон и его партнеры выкупили легендарное казино The Sands Hotel & Casino в Лас-Вегасе, где любили бывать Фрэнк Синатра и популярная в США группа «Крысиная стая». На следующий год Адельсон и его партнёры построили новый выставочный центр The Sands Expo Convention Center, который упрочил позиции Лас-Вегаса в выставочной индустрии США.
Умер 11 января 2021 года от осложнений, связанных с лечением неходжкинской лимфомы.

## Семья
В 1991 Адельсон женился на Мириам Оксхорн (англ. Miriam Ochshorn; род. 1945, Тель-Авив; урождённая Мириам Фарбштейн) — врач, занимается исследованиями по борьбе с наркоманией. У Адельсона два сына, Митчел и Гари, оба имели пристрастие к наркотикам. В 2005 году Митчел скончался от передозировки героина. По этой причине Адельсон активно выступал против легализации марихуаны.

## Благотворительность
В 2006 Адельсон пожертвовал 25 млн долларов США в фонд Birthright Israel («Израиль по праву рождения», или «Таглит»), финансирующий поездки еврейской молодёжи в Израиль. В 2007 году создал Центр медицинских исследований при Тель-Авивском университете. 12 января 2007 года создал благотворительный фонд Шелдона Адельсона, который планировал потратить до 200 млн долларов США на нужды Израиля и евреев. В том же 2007 году Адельсон основал группу Freedom's Watch, выступавшую в поддержку курса Буша в Ираке.